# Osdorp
Osdorp ist ein Stadtviertel des Stadtbezirkes Amsterdam Nieuw-West in der Gemeinde Amsterdam, Provinz Nordholland, und zählte 40.110 Einwohner (Stand: 1. Januar 2024) auf einer Grundfläche von 3,49 km². Das Dorf Sloten (mit 705 Einwohnern, Stand: 1. Januar 2024) und Oud Osdorp gehören zu dem Viertel. Der ursprüngliche Name von Osdorp war Oostdorp, auch Okesdorp genannt.

## Geschichte
Erwähnt wurde das Gebiet mit dem heutigen Namen Osdorp zum ersten Mal zwischen 1000 und 1100. Ein unzugängliches Moor- und Sumpfgebiet, das später, ungefähr im Jahr 1100, bewohnbar gemacht und Osdorp gegründet wurde. 1529 wurde die Niederlassung an Amsterdam verkauft und ab 1816 war Osdorp ein Teil der Gemeinde Sloten. Um 1850 zählte das Dorf 45 Wohnungen mit 260 Einwohnern. Ein Stadtviertel von Amsterdam wurde Osdorp 1921 (Erika Swierstra, Fietsen door Landelijk Osdorp).
Der Bau der Westelijke Tuinsteden (deutsch Westliche Gartenstädte) begann 1951 und Osdorp wurde zur Unterscheidung von der Tuinstad Osdorp (deutsch Gartenstadt Osdorp) nun Oud-Osdorp genannt. Hier entstand 1960 das Familienunternehmen Tuincentrum Osdorp mit einem kleinen Angebot von Zimmerpflanzen. Mittlerweile hat das Unternehmen 40.000 Artikel im Angebot.
Am 1. Dezember 1981 wurde Osdorp einer der ersten autonomen Stadtbezirke von Amsterdam, zusammen mit Amsterdam Nord und ist heute ein Ortsteil von Amsterdam Nieuw-West. In den 1990er Jahren breitete sich der Bezirk aus mit dem Stadtviertel De Aker. Nach dem Gemeindeplan „Richting Parkstad 2015“ werden seit dem Jahr 2001 viele der alten Häuser abgebrochen und durch Neubauten ersetzt, wodurch der historische Kern des Stadtbezirkes wohl verloren geht.

## Wohnviertel im Stadtviertel Osdorp

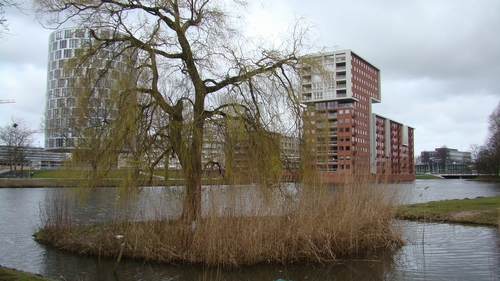
Neu Osdorp

Osdorp ist aufgeteilt in 4 Stadtviertel: Tuinstad Osdorp, De Aker, Sloten, Oud-Osdorp und diese wiederum bestehen aus über 20 Wohnvierteln (Stand: Februar 2009).
Wohnviertel von Stadtviertel 1:
„Bergenbuurt; De Akerwegen; Merenbuurt; Valutabuurt; Eilandenbuurt; Verzetstrijdersbuurt; De Punt; Vrijheidstrijdersbuurt; Osdorperbovenpolder; Bedrijvencentrum Osdorp; Langswater; Lutkemeerpolder“.
Wohnviertel von Stadtviertel 2:
„J. Reimerswaalbuurt; L. Meer en Oever; K. Wildemanbuurt; Sportpark Ookmeer; M. Torenwijck; Osdorperbinnenpolder;N. Blomwijckerbuurt“.
Wohnviertel von Stadtviertel 3:
„Borrendammebuurt; Oud-Sloten; Jan van Zutphenbuurt; Stadspark“.
Wohnviertel von Stadtviertel 4
„Centrum Nieuw West; Hegeraatbuurt; Calandbuurt; Montessoribuurt; Journalistenbuurt“
Bekannt geworden ist Osdorp auch durch die Hip-Hop-Gruppe Osdorp Posse. Sie war die erste Musikgruppe, welche die Bezeichnung Nederhop gebrauchte und wird allgemein anerkannt als Vorläufer des niederländischen Hip-Hop. 1989 gegründet hatte die Rap-Gruppe 1995 ihren großen Durchbruch auf den niederländischen Pop-Festivals Pinkpop und Lowlands.